# Brandenburger Warmblut
Das Brandenburger Warmblut war eine Pferderasse, die trotz ihrer langen Geschichte in ihrer heutigen Ausprägung erst in den 1960er Jahren in der ehemaligen Deutschen Demokratischen Republik entstand.
Hintergrundinformationen zur Pferdebewertung und -zucht finden sich unter: Exterieur, Interieur und Pferdezucht.

## Exterieur
Brandenburger haben einen ausdrucksvollen Kopf, eine gute Halsung und meist eine gut gelagerte Schulter. Kräftige Kruppe, Nierenpartie und Mittelhand sind vorhanden. Die am häufigsten vorkommenden Deckfarben sind Braune, Füchse und Rappen. Ihr Stockmaß liegt bei 162–170 cm.

## Interieur
Der moderne Brandenburger ist ein ausgeglichenes doch lebhaftes Sportpferd, das sich für alle Sparten des Reit- und Fahrsports eignet.

## Zuchtgeschichte

### Preußen bis zum Ersten Weltkrieg
Den Beginn der gezielten Zucht des Brandenburger Warmbluts kann man mit der Gründung des Friedrich-Wilhelm-Gestüts in Neustadt an der Dosse im Jahre 1788 durch Friedrich Wilhelm II. sehen. Bis zu diesem Zeitpunkt lag der Schwerpunkt der Brandenburger Pferdezucht vor allem bei einem in der Landwirtschaft einsetzbaren Pferd. Friedrich Wilhelm II. hatte dabei vor allem die Zucht schneller Kavalleriepferde im Auge, die bis dahin nur als Importe zu erhalten waren. Da diese Pferde für die Landwirtschaft zu leicht und nervös waren, begann damit in Brandenburg eine Zucht, deren Rahmenbedingungen sich immer wieder änderten. Mal tendierte die Zucht mehr zum Warmblut für militärische Zwecke, mal tendierte sie mehr zum Kaltblut für landwirtschaftliche Zwecke, mal liefen die Kalt- und Warmblutzucht parallel zueinander.

### 1920 bis 1945
Erst in den 1920er Jahren fand man mit der Einkreuzung von Hannoveranern allmählich ein Zuchtziel, das auf ein kräftiges Warmblut hinauslief, das in weitem Rahmen für beide Zwecke geeignet war. Durch starke staatliche Unterstützung der Zucht gelang es innerhalb von etwa 20 Jahren eine weitgehend einheitliche Rasse zu schaffen. Der Zweite Weltkrieg machte die Bemühungen nahezu vollständig zunichte. Viel vom verbliebenen Pferdebestand wurde als Reparationsleistung in die UdSSR überführt.

### DDR-Zeit
Da sich die Pferdezucht nach dem Krieg aufgrund der einsetzenden Motorisierung relativ schnell als unrentabel herausstellte, wurde die Zuchtpolitik Anfang der 1960er Jahre in der gesamten DDR neu geregelt. Die gesamte DDR wurde in drei Bereiche Nord, Mitte und Süd mit den Hengstdepots Redefin, Neustadt/Dosse und Moritzburg aufgeteilt und eine einheitliche Zucht des Edlen Warmbluts der DDR angestrebt.

### Wiedervereinigung bis heute
Mit der deutschen Wiedervereinigung fiel die Zuständigkeit für die Pferdezucht wieder an die neuen Bundesländer, womit diese einheitliche Zucht beendet und wieder fünf Zuchtverbände gegründet wurden. 1990 wurde der Brandenburger Zuchtverband neu gegründet.
Seither gelang es die Zucht durch Einkreuzung von Holsteinern und Westfalen weiter zu einer erfolgreichen Sportpferdezucht auszubauen. 2003 gründeten die Pferdezuchtverbände Berlin-Brandenburg, Sachsen-Anhalt, Sachsen und Thüringen mit dem Deutschen Sportpferd ein gemeinsames Ursprungszuchtbuch für ihre Reitpferdepopulation.
Einer der größten Erfolge dieser Zucht ist die Stute Poetin von Sandro Hit aus der Poesie von Brentano II.
Sie wurde vom Brandenburgischen Haupt- und Landgestüt Neustadt/Dosse gezogen und war 2000 und 2003 Bundeschampionesse sowie 2003 Weltmeisterin der sechsjährigen Dressurpferde. Auf der P.S.I Auktion 2003 wurde sie für die Rekordsumme von 2,5 Millionen Euro an ein Gestüt in den Niederlanden versteigert. 2005 erkranke Poetin an Hufrehe und musste deshalb eingeschläfert werden.